# 世界博覽會

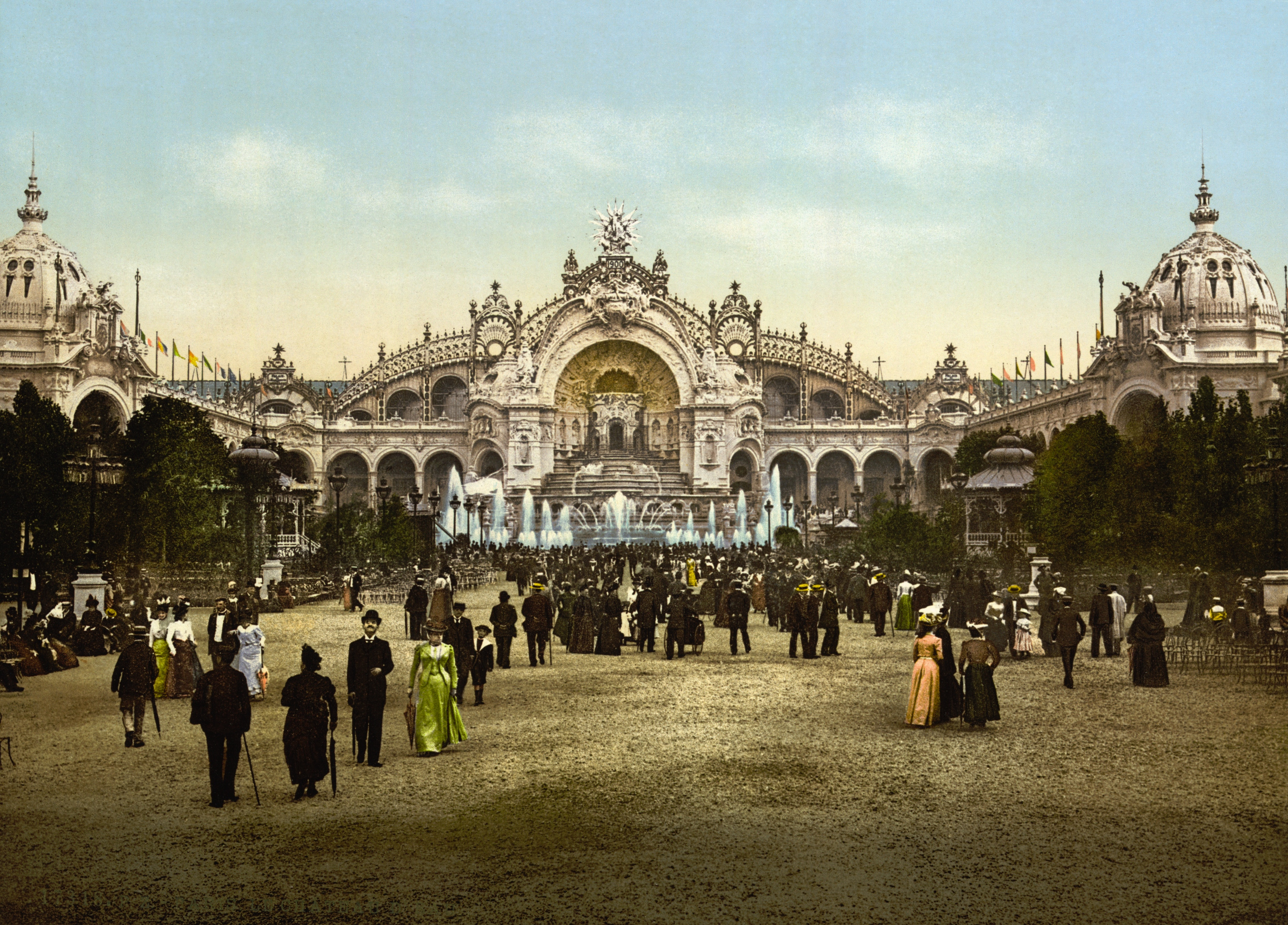
1900年巴黎世界博览会

世界博覽會（英語：Universal Exposition、，或簡稱為），又稱國際博覽會及，簡稱世博會、世博、，是旨在呈現世界各國在各方面之成就的大型國際級別展覽會。參展者主要以國家為單位，向全世界展示當代的文化、科技、產業等領域上正面影響各種生活範疇的成果。
1851年在英國倫敦舉行的萬國工業博覽會，被認為是現代第1屆的世界博覽會。1928年《國際展覽會公約》簽署後，国际展览局（BIE）成為世界博覽會的組織及監督機構；此後，世界博覽會分為「綜合型」（World Expos）、以及規模較小的「專業型」（Specialised Expos）等2種類型。另外，廣義的世界博覽會還包括獲BIE認可之個別屆次的世界园艺博览会（Horticultural Expos）。

## 簡介

1970年大阪萬博會場

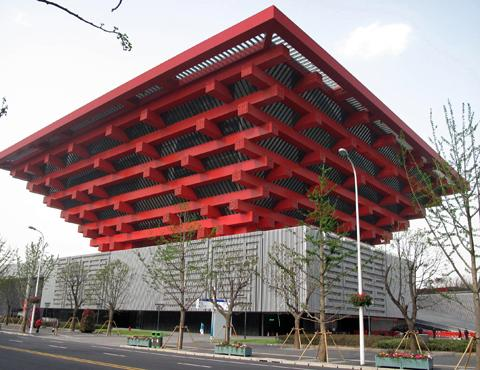
2010年世界博覽會中國館

舉辦世界博覽會的目的，是透過一個國際性的展覽平台，使參與的國家在主題上得到廣泛的聯絡與交流。世界博覽會是對當時社會文明的智慧的一種記錄、以及對未來的前瞻。
不過並非每一屆世界博覽會都成功地表達強烈的主題色彩，許多世博會都變質成為了大型博物會館的基調，但由於會期很久，展覽會的一些令人驚嘆的新奇展品和場館，有時會在結束後還繼續用來展出，便成為了永久珍藏或是地標性建築。
世博會可分為兩類，一類是展期較久、通常長達半年的「綜合型世博會」（World Expos），又稱為「註冊類國際展覽會」（International Registered Exhibitions），需要主辦單位準備綜合所有方面的成果來展出，从2000年起固定每5年舉行一次的周期；另一類則是穿插在兩屆綜合型世博會之間，展期為期3個月的「專業型世博會」（Specialised Expos），又稱為「認可類國際展覽會」（International Recognised Exhibitions），展覽主題比較偏向特定專業領域。由此，全球約2—3年就會有一次世界博覽會。

## 歷史
世博會的起源是中世紀歐洲商人定期的市集，市集起初只牽涉到經濟貿易。到了19世紀，商界在歐洲地位提升，市集的規模漸漸擴大，商品交易的種類和參與的人員愈來愈多，影響範圍愈來愈大，從經濟到生活藝術到生活理想哲學......等等。而到了20年代，這種具規模的大型市集便稱為博覽會。
第一屆世界博覽會是在1851年於英國倫敦舉行。當時英國是最早工業革命的強國，因此英國便計劃透過一個大型的展覽，以展示其國力及工業生產力。發起人是維多利亞女王的皇夫阿爾伯特親王。英國人自豪地把這次大型市集會稱為「偉大的博覽會」（Great Exhibition）。在展出的約1萬3千多件展品中，蒸汽機、農業機械、織布機等推動工業革命的機械引人瞩目；而這些當時嶄新的展品，會後便成為兩個新博物館的展品基礎：包括在1852年成立的維多利亞與阿爾伯特博物館，和1857年成立的科學博物館。
早期的世博會多以大眾化的綜合博覽為主題，例如慶祝某個國家成立百週年、法國大革命百年紀念等。到了近代，隨著科技的進步，世博會的主題亦趨向某部份專業領域，去探討新科技和生活的關係。而且，世界博覽會的主題，多數以當時的科技成果，來配合當時社會環境的需求。例如在兩次世界大戰和冷戰期間的世博會，大多是以「和平」、「建設明天」、「太空技術」為主題核心；而從20世紀末開始，人與自然共存的環境保護、生態城鎮、可持續發展的議題即成為了每屆關注的焦點。
有鑑於世博會可為主辦國帶來龐大的產業與經濟效益，31個經常參與或舉辦世博會的國家在1928年簽署《國際展覽會公約》（或譯「國際博覽會條約」），並成立負責規範管理世博會的國際展覽局（BIE），至2010年10月31日為止，共有157個成員國。
世界博覽會沒有規定多少年才可以舉辦一次；不過，正式提出申辦要求不得早於預計開幕日的前9年。計劃申辦的國家須向國際展覽局遞交申請書，提出舉辦時間和具體主題內容，然後於成員國大會上透過投票表決。當申辦成功後，便由該主辦國統籌規劃，亦可以邀請別國參與世博會，以使不同的國家可以在這個大平台相互交流，為全世界明天的進步而共同努力。主辦的國家或城市都會高度重視這項大事，因為這是展示國家富強的一個指標。

## 歷屆世界博覽會一覽
| 年份                | 舉辦城市             | 名稱                          | 類型   | 天數 | 萬人      | 備註（粗體為主題）                                                       |
| ------------------- | -------------------- | ----------------------------- | ------ | ---- | --------- | ------------------------------------------------------------------------ |
| 1851年              | 英国倫敦             | 萬國工業博覽會                | 綜合   | 140  | 604       | 展会用以展示英國的工業实力，以鋼鐵及玻璃建成的巨大展館“水晶宮”獲得特別獎 |
| 1855年              | 法國巴黎             | 第1屆巴黎世界博覽會           | 綜合   | 150  | 516       | 農、工、藝術，路易拿破崙第二帝國時期舉辦                                 |
| 1862年              | 英国倫敦             | 倫敦世界博覽會                | 综合   | 104  | 609       | 工藝                                                                     |
| 1867年              | 法國巴黎             | 第2屆巴黎世界博覽會           | 綜合   | 210  | 923       | 增加文化內容，路易拿破崙第二帝國時期舉辦                                 |
| 1873年              | 奥匈帝国維也納       | 维也纳万国博览会              | 綜合   | 106  | 725       | 空前的建築設計                                                           |
| 1876年              | 美国費城             | 费城美国独立百年博览会        | 綜合   | 159  | 800       | 美國立國百年、新風格住宅、電話、打字機、縫紉機、絞肉機                   |
| 1878年              | 法國巴黎             | 第3屆巴黎世界博覽會           | 綜合   | 190  | 1616      | 展出汽車、冰箱、愛迪生發明的留聲機，第三共和時期舉辦                     |
| 1880年              | 墨尔本               | 墨尔本国际博覽會              | 綜合   | 212  | 146       | 展出所有國家的藝術、製造業、農業和工業產品                               |
| 1888年              | 西班牙巴塞罗那       | 巴塞罗那万国博覽會            | 綜合   | 230  | 247       | 美術與工藝美術                                                           |
| 1889年              | 法國巴黎             | 第4屆巴黎世界博覽會           | 綜合   | 182  | 2512      | 法國大革命百年，艾菲爾鐵塔落成，第三共和時期舉辦                         |
| 1893年              | 美国芝加哥           | 芝加哥哥倫布紀念博覽會        | 綜合   | 183  | 2700      | 哥倫布發現新大陸四百年                                                   |
| 1897年              | 比利时布鲁塞尔       | 布鲁塞尔国际博覽會            | 綜合   | 182  | 600       | 摩登生活                                                                 |
| 1900年              | 法國巴黎             | 第5屆巴黎世界博覽會           | 綜合   | 210  | 5000      | 世紀回顧，同年舉辦第二届奧運會（奧運會甚至成為其附庸）                   |
| 1904年              | 美国聖路易斯         | 聖路易斯百週年紀念博覽會      | 綜合   | 185  | 1969      | 該市成立百年，同年舉行奧運                                               |
| 1905年              | 比利时列日           | 1905年列日国际博覽會          | 綜合   | 195  | 700       | 紀念比利時獨立75週年                                                     |
| 1906年              | 意大利米兰           | 米兰国际博覽會                | 綜合   | 197  | 750～1000 | 運輸工業                                                                 |
| 1910年              | 比利时布鲁塞尔       | 布魯塞爾世界博覽會            | 綜合   | 192  | 170       | 各國藝術工藝作品、農工產品                                               |
| 1911年              | 意大利都灵           | 都灵国际博覽會                | 綜合   | 205  | 740       | 工業和勞工                                                               |
| 1913年              | 比利时根特           | 根特万国博覽會                | 綜合   | 191  | 350       | 和平、工業和藝術                                                         |
| 1915年              | 美国舊金山           | 舊金山巴拿馬太平洋博覽會      | 綜合   | 288  | 1883      | 慶祝巴拿馬運河通航                                                       |
| 1925年              | 法國巴黎             | 國際裝飾藝術及現代工藝博覽會  | 專業   | 195  | 1500      | 宣揚「文藝新風尚」                                                       |
| 1926年              | 美国費城             | 費城建國150週年世界博覽會     | 綜合   | 183  | 3600      | 紀念美國150年，建10萬人體育館                                            |
| 1929年              | 西班牙巴塞罗那       | 巴塞罗那国际博覽會            | 綜合   | 255  | 580       | 藝術、工業和體育                                                         |
| 1933年              | 美国芝加哥           | 芝加哥萬國博覽會              | 綜合   | 170  | 2257      | 進步的世紀                                                               |
| 1935年              | 比利时布魯塞爾       | 布魯塞爾世界博覽會            | 綜合   | 150  | 2000      | 通過競爭獲取和平                                                         |
| 1936年              | 瑞典斯德哥爾摩       | 斯德哥爾摩國際航空展          | 專業   | 17   | 未知      | 第一屆航空展，慶祝斯德哥爾摩-布魯瑪機場啟用                              |
| 1937年              | 法國巴黎             | 巴黎藝術世界博覽會            | 專業   | 93   | 870       | 現代世界藝術和技術                                                       |
| 1938年              | 芬兰赫爾辛基         | 赫爾辛基國際航空展            | 專業   | 8    | 15        | 第二屆航空展                                                             |
| 1939年              | 美国舊金山           | 金門國際博覽會                | 綜合   | 380  | 1700      | 慶祝海灣大橋及金門大橋啟用，同時舉辦太平洋選美大賽                       |
| 1939年              | 美国紐約             | 第1屆紐約世界博覽會           | 綜合   | 340  | 4500      | 建設明天的世界                                                           |
| 1939年              | 比利时列日           | 列日香水國際博覽會            | 專業   | 105  | 未知      | 藝術與水資源管理，原定於11月閉幕，但後爆發二戰提前於9月閉幕              |
| 1947年              | 法國巴黎             | 巴黎國際城市與住宅博覽會      | 專業   | 36   | 未知      | 世界城市化與住宅                                                         |
| 1949年              | 瑞典斯德哥爾摩       | 斯德哥爾摩環球體育博覽會      | 專業   | 17   | 未知      | 世界體育與運動文化                                                       |
| 1949年              | 法國里昂             | 里昂國際農村棲息地博覽會      | 專業   | 15   | 未知      | 世界農村棲息地                                                           |
| 1949年              | 海地太子港           | 太子港万国博覽會              | 綜合   | 361  | 25        | 願世界和平，同時慶祝太子港建城200週年                                    |
| 1951年              | 法國里爾             | 里爾國際紡織品博覽會          | 專業   | 22   | 150       | 世界紡織品工業                                                           |
| 1953年              | 義大利羅馬           | 羅馬國際農業博覽會            | 專業   | 98   | 170       | 世界農業展                                                               |
| 1953年              | 以色列耶路撒冷       | 耶路撒冷征服沙漠博覽會        | 專業   | 22   | 60        | 征服沙漠                                                                 |
| 1954年              | 義大利那不勒斯       | 那不勒斯國際航海博覽會        | 專業   | 153  | 未知      | 世界航海展                                                               |
| 1955年              | 義大利都灵           | 都灵国际體育博覽會            | 專業   | 25   | 12        | 世界體育展                                                               |
| 1955年              | 瑞典赫爾辛堡         | 赫爾辛堡世界博覽會            | 專業   | 79   | 未知      | 環境中的現代人                                                           |
| 1956年              | 以色列拜特達甘       | 拜特達甘農業博覽會            | 專業   | 41   | 未知      | 柑橘類農業發展                                                           |
| 1957年              | 西德西柏林           | 柏林世界博覽會                | 專業   | 115  | 100       | 重建漢薩維爾特爾                                                         |
| 1958年              | 比利时布魯塞爾       | 布魯塞爾世界博覽會            | 綜合   | 186  | 4150      | 科學、文明和人性                                                         |
| 1960年              | 荷蘭鹿特丹           | 鹿特丹世界園藝博覽會          | 园艺   | 185  | 未知      | 首屆國際園藝博覽會                                                       |
| 1961年              | 義大利都灵           | 都靈世界博覽會                | 專業   | 184  | 500       | 慶祝義大利統一100週年                                                    |
| 1962年              | 美国西雅圖           | 西雅圖世界博覽會              | 綜合   | 184  | 964       | 太空時代的人類                                                           |
| 1963年              | 西德漢堡             | 第1屆漢堡世界園藝博覽會       | 园艺   | 171  | 未知      | 從經濟和文化的角度看所有類別的園藝                                       |
| 1964年              | 美国紐約             | 第2屆紐約世界博覽會           | 綜合   | 360  | 5167      | 通過理解走向和平                                                         |
| 1964年              | 奥地利維也納         | 第1屆維也納世界園藝博覽會     | 园艺   | 168  | 210       |                                                                          |
| 1965年              | 西德慕尼黑           | 慕尼黑國際運輸博覽會          | 專業   | 131  | 250       | 運輸工業                                                                 |
| 1967年              | 加拿大蒙特利爾       | 加拿大世界博覽會              | 綜合   | 185  | 5031      | 人類與世界                                                               |
| 1969年              | 法國巴黎             | 巴黎世界園藝博覽會            | 园艺   | 未知 | 未知      | 法國之花與世界之花                                                       |
| 1970年              | 日本大阪             | 日本萬國博覽會                | 綜合   | 183  | 6422      | 人類的進步與和諧                                                         |
| 1971年              | 匈牙利布達佩斯       | 布達佩斯世界博覽會            | 專業   | 35   | 190       | 探索世界的狩獵                                                           |
| 1972年              | 荷蘭阿姆斯特丹       | 第1屆阿姆斯特丹世界園藝博覽會 | 园艺   | 186  | 430       | 世界園藝的努力                                                           |
| 1973年              | 西德漢堡             | 第2屆漢堡世界園藝博覽會       | 园艺   | 164  | 580       |                                                                          |
| 1974年              | 美国斯波坎           | 斯波坎世界博覽會              | 專業   | 184  | 480       | 慶祝明日的清新環境                                                       |
| 1974年              | 奥地利維也納         | 第2屆維也納世界園藝博覽會     | 园艺   | 179  | 260       |                                                                          |
| 1975年              | 日本沖繩             | 沖繩國際海洋博覽會            | 專業   | 183  | 349       | 海－充滿希望的未來                                                       |
| 1980年              | 加拿大蒙特婁         | 蒙特婁世界園藝博覽會          | 园艺   | 97   | 未知      | 人的社會文化活動與其自然環境之間的關係                                   |
| 1981年              | 保加利亞普羅夫迪夫   | 第1屆普羅夫迪夫世界博覽會     | 專業   | 28   | 未知      | 守獵、捕魚，社會中的人類                                                 |
| 1982年              | 美国諾克斯維爾       | 諾克斯維爾世界能源博覽會      | 專業   | 152  | 1113      | 能源推動世界                                                             |
| 1982年              | 荷蘭阿姆斯特丹       | 第2屆阿姆斯特丹世界園藝博覽會 | 园艺   | 185  | 460       |                                                                          |
| 1983年              | 西德慕尼黑           | 慕尼黑世界園藝博覽會          | 园艺   | 164  | 1160      |                                                                          |
| 1984年              | 美国新奧爾良         | 路易西安納世界博覽            | 專業   | 184  | 734       | 河流的世界，水乃生命之源                                                 |
| 1984年              | 英国利物浦           | 利物浦世界園藝博覽會          | 园艺   | 165  | 338       | 世界和國家園藝取得的進展                                                 |
| 1985年              | 日本筑波             | 國際科學技術博覽會            | 專業   | 184  | 2033      | 居住與環境，人類居家科技                                                 |
| 1985年              | 保加利亞普羅夫迪夫   | 第2屆普羅夫迪夫世界博覽會     | 專業   | 26   | 100       | 年輕發明家的創作                                                         |
| 1986年              | 加拿大溫哥華         | 溫哥華世界運輸博覽會          | 專業   | 165  | 2211      | 世界通聯，世界脈動                                                       |
| 1988年              | 布里斯本             | 布里斯本世界博覽會            | 專業   | 184  | 1857      | 科技時代的休閒生活                                                       |
| 1990年              | 日本大阪             | 大阪世界園藝博覽會            | 园艺   | 183  | 2313      | 天人合一                                                                 |
| 1991年              | 保加利亚普羅夫迪夫   | 第3屆普羅夫迪夫世界博覽會     | 專業   | 30   | 未知      | 青年為和平世界服務及活動                                                 |
| 1992年              | 義大利熱那亞         | 熱那亞世界博覽會              | 專業   | 92   | 800       | 哥倫布，船舶與海洋                                                       |
| 1992年              | 西班牙塞維亞         | 塞維亞世界博覽會              | 綜合   | 176  | 4100      | 發現的時代                                                               |
| 1992年              | 荷蘭祖特梅尔         | 祖特梅尔世界园艺博览会        | 园艺   | 184  | 336       |                                                                          |
| 1993年              | 大田                 | 大田世界博覽會                | 專業   | 93   | 1400      | 挑戰新的發展之路                                                         |
| 1993年              | 德国斯圖加特         | 斯圖加特世界园艺博览会        | 园艺   | 192  | 731       | 城市與自然－負責任的方法                                                 |
| 1998年              | 葡萄牙里斯本         | 里斯本世界博覽會              | 專業   | 132  | 1000      | 海洋，未來的資產                                                         |
| 1999年              | 中国昆明             | 昆明世界园艺博览会            | 园艺   | 184  | 1000      | 人与自然-迈向21世纪                                                      |
| 2000年              | 德国漢諾威           | 漢諾威世界博覽會              | 綜合   | 153  | 1800      | 人類、自然、科技                                                         |
| 2002年              | 荷蘭哈莱默梅尔       | 哈莱默梅尔世界园艺博览会      | 园艺   | 197  |           |                                                                          |
| 2003年              | 德国罗斯托克         | 罗斯托克世界园艺博览会        | 园艺   | 171  | 1.7       | 滨海公园、新花世界                                                       |
| 2005年              | 日本愛知             | 愛·地球博                     | 综合   | 185  | 2250      | 自然的睿智                                                               |
| 2006年              | 泰國清迈             | 清迈世界園藝博覽會            | 园艺業 | 92   | 384       | 展示对人类的爱                                                           |
| 2008年              | 西班牙萨拉戈萨       | 萨拉戈萨世界博覽會            | 專業   | 93   | 565       | 水和持續发展                                                             |
| 2010年              | 中国上海             | 上海世界博覽會                | 綜合   | 184  | 7308      | 城市，让生活更美好                                                       |
| 2012年              | 麗水                 | 麗水世界博覽會                | 專業   | 93   | 820       | 有生命的大海，會呼吸的海岸                                               |
| 2012年              | 荷蘭芬洛             | 芬洛世界園藝博覽會            | 园艺   | 185  | 200       | 融入自然的劇場，更接近生活品質                                           |
| 2015年              | 義大利米蘭           | 米蘭世界博覽會                | 綜合   | 154  | 2160      | 给养地球，生命的能源                                                     |
| 2016年              | 土耳其安塔利亞       | 安塔利亞世界園藝博覽會        | 园艺   | 191  | 800       | 新世代的綠色世界                                                         |
| 2017年              | 阿斯塔納             | 阿斯塔納世界博覽會            | 專業   | 92   | 386       | 未来的能源                                                               |
| 2019年              | 中国北京             | 北京世界园艺博览会            | 园艺   | 162  | 16        | 绿色生活 美丽家园                                                        |
| 2021年 (原定2020年) | 阿联酋杜拜           | 杜拜世界博覽會                | 综合   | 173  |           | 溝通思想，創造未來 因2019冠狀病毒病疫情推遲至2021年舉辦，而名稱不變      |
| 2022年              | 荷蘭阿尔梅勒         | 阿尔梅勒世界園藝博覽會        | 园艺   | 178  | 未知      | 成長中的綠色城市                                                         |
| 2023年              | 多哈                 | 多哈世界园艺博览会            | 园艺   | 未知 | 未知      | 绿色沙漠，更好的环境 因2019冠狀病毒病疫情推遲至2023年舉辦，而名稱不變    |
| 2023年              | 阿根廷布宜諾斯艾利斯 | 布宜諾斯艾利斯世界博覽會      | 專業   | 取消 | 取消      | 數位聚合下的創意產業                                                     |
| 2025年              | 日本大阪             | 大阪·關西世博                 | 綜合   | 184  |           | 生命閃耀未來社會的設計                                                   |
| 2027年              | 日本横滨             | 横滨世界园艺博览会            | 园艺   |      |           |                                                                          |
| 2027年              | 塞爾維亞贝尔格莱德   | 贝尔格莱德世界博览会          | 专业   |      |           |                                                                          |
| 2030年              | 沙烏地阿拉伯利雅德   | 利雅德世界博覽會              | 综合   |      |           |                                                                          |

## 外部連結
- 世界博覽會历史 （页面存档备份，存于）
- 2005日本愛知世界博覽會
- 2008年西班牙薩拉戈薩世界博覽會
- 2010年中国上海世界博覽會
- 2012韓國麗水世界博覽會 （页面存档备份，存于）